# Му онлайн
MU Online ( кор. 뮤 온라인   ) — ізометрична середньовічна фентезійна MMORPG, створена корейською ігровою компанією Webzen. Гра була випущена у 2001 році, і все ще підтримується та оновлюється у 2024 році.

## Геймплей
Mu Online був створений у грудні 2001 року корейською ігровою компанією Webzen Inc. Як і більшість MMORPG, гравці створюють персонажа, обираючи один із дев’яти класів, і вирушають у подорож континентом MU.
Щоб отримати досвід і підвищити рівень, гравцям потрібно битися з монстрами (mobs). У світі MU мешкає велика кількість різноманітних істот: від простих, таких як гобліни та големи, до більш небезпечних, таких як Горгон, Кундун і Селупан. Кожен тип монстрів має унікальні характеристики, різні місця появи та залишає різні предмети після поразки.
За межами дуелей PvP-битви можливі, але не заохочуються. Якщо один гравець атакує іншого, активується система самозахисту, що дозволяє атакованому гравцеві вбити агресора в межах певного часу. Самозахист також активується, якщо гравець атакує викликане Ельфом істоту.
Гравці зі статусом Outlaw отримують певні штрафи, які залежать від їхнього рівня Outlaw, що ускладнює геймплей.

## Класи персонажів
На початку гри гравці можуть обрати один із 13 класів персонажів: Dark Wizard, Dark Knight, Elf, Summoner, Rage Fighter, Magic Gladiator, Dark Lord, Grow Lancer, Rune Wizard, Slaicer, Gun Crusher, White Mage Kundun, Mage Lemuria та Illusion Knight.
Два класи можна розблокувати, досягнувши певного рівня одним персонажем: Magic Gladiator та Dark Lord. Також гравці можуть придбати спеціальні картки персонажів, щоб відкрити додаткові класи.
Кожен клас має унікальні здібності та спорядження. У міру підвищення рівня та виконання квестів персонажі можуть трансформуватися в сильніші класи. Кожна зміна класу надає доступ до нових заклять, навичок, зброї та крил, а також змінює зовнішній вигляд персонажа.

### Заклинання та навички
Як і в більшості MMO-ігор, персонажі в MU можуть використовувати різні види магії та спеціальні здібності. Кожен клас має власний набір заклять, а деяка зброя може бути зачарована, надаючи персонажу доступ до певного закляття.
Використання магії витрачає MP (ману або очки магії), а деякі закляття також потребують AG (Attack Gauge) або витривалість.

### Комунікації
Mu Online має вбудовану систему чату, яка дозволяє всім видимим гравцям легко спілкуватися через текстові повідомлення. У грі доступний як загальний чат, так і групові чати, такі як гільдійський чат та чат групи (Party chat).
Гравці можуть додавати інших користувачів до списку друзів (Friends List), щоб зручніше підтримувати зв’язок.

### Кооперативна гра
Гравці можуть об’єднуватися в групи (party), щоб разом боротися з монстрами та ділитися досвідом (EXP) і здобиччю (loot). Ранні сезони гри заохочували гру в групах, надаючи гравцеві з найвищим рівнем більше досвіду за допомогу гравцям нижчого рівня.
Рівень інших гравців у групі не відображався, але через те, що витрачати очки характеристик на витривалість (vitality) було невигідно, можна було приблизно визначити рівень союзника за його шкалою здоров’я.
Деякі білди персонажів створювалися спеціально для гри в групах, наприклад, Part Elf, який зосереджувався на підвищенні енергії (energy), захищався викликаними істотами та накладав бафи на членів групи.

## Сиквели
- MU Legend був випущений у серпні 2018 року безкоштовно в Steam через Valofe.
- MU Origin вийшов у 2016 році. [1]
- MU Origin 2 було оновлено в травні 2022 року в Google Play із версіями, завантаженими GameNow [2] і Webzen. [3]
- MU Origin 3 оновлено в червні 2022 року в Google Play компанією FingerFun. [4]

## Дивіться також
- Му

## Зовнішні посилання
- MU Online Webzen - офіційний сайт MU Online